# Pimlico Islands
Pimlico Islands – archipelag trzech wysp leżących na Bahamach, na zachód od Eleuthery i Current Island, a na północ od Six Shilling Cays. Wchodzą w skład dystryktu North Eleuthera. 
Brakuje opracowań na temat pochodzenia nazwy wysp. Znajdują się na nich domki, wynajmowane turystom, każdą z wysp porastają też drzewa. Pimlico Islands jest popularnym miejscem w handlu prywatnymi wyspami.
Wyspy obsługuje port lotniczy North Eleuthera.

## Lista wysp
- North Pimlico (0,22 km2[2])
- South Pimlico
- Little Pimlico